# Thrausmosaurus
Thrausmosaurus es un  género extinto de sinápsidos pelicosaurios de la familia Varanopidae. Como los demás varanópidos era similar en su apariencia a los lagartos monitores modernos (Varanus) y probablemente tenía un estilo de vida similar. Fue descrito por R. C. Fox en 1962, a partir de tres fragmentos mandibulares con dientes. Los especímenes fueron recuperados en el condado de Comanche, Oklahoma, Estados Unidos. Los restos fueron datados como provenientes del Kunguriense del Pérmico Inferior.

## Taxonomía
Thrausmosaurus fue descrito inicialmente como perteneciente a la familia Sphenacodontidae, basado en la estructura y curvatura de sus dientes. El género permaneció en la familia hasta que fue reexaminado y asignado en 1986 a Synapsida incertae sedis al no ser posible identificar una relación certera con los sinápsidos. Análisis adicionales en 2009 reafirmaron la validez del género ubicándolo en la familia Varanopidae.  Sin embargo, fue imposible determinar los suficientes caracteres distintivos para mantener la especie Thrausmosaurus serratidens y fue declarada como nomen dubium.